# 都市路路通
《都市路路通》是深圳广电集团都市频道制作的电視节目，自2006年起启播，启播时名称为《都市110》，并在深圳广电集团公共频道播出。初期节目内容主要围绕深圳市公安局的新闻及专题。
2010年，《都市110》改名为《都市路路通》，于都市频道播出。改名后，《都市路路通》节目内容大量倾向于本地社会新闻，但也会播出深圳市公安局交通警察提供的实时交通路况和交通安全新闻。

## 内容
- 《热点早知道》播报当天深圳热点新闻；
- 《都市快车道》反映深圳交通难点热点，交通违法曝光，交警说法；
- 《超级直通车》传递汽车资讯，访谈百姓热点生活话题；
- 《市场第一线》警示百姓消费安全，曝光质量不合格产品；
- 《生活一点通》介绍私房菜，生活常识以及小窍门。

## 同类节目
- 香港電台《警訊》
- 新傳媒電視《繩之以法》